# سزار رمن
سزار رمن (انگلیسی: César Remón؛ زادهٔ ۲ اکتبر ۱۹۸۵) بازیکن فوتبال اهل اسپانیا است.